# Jake Ellzey

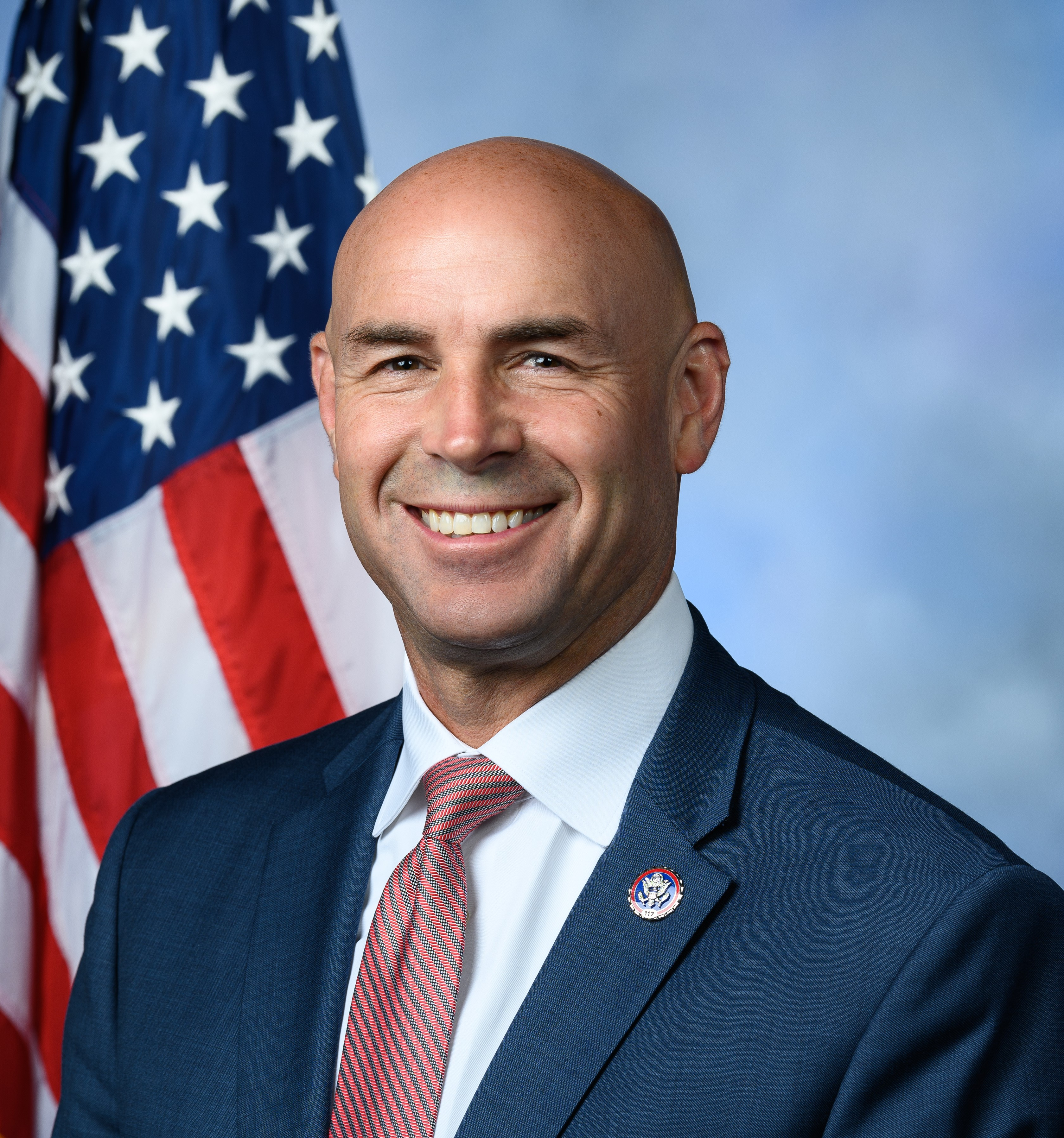
Jake Ellzey

John „Jake“ Kevin Ellzey senior (* 24. Januar 1970 in Amarillo, Texas) ist ein US-amerikanischer Politiker der Republikanischen Partei. Seit 30. Juli 2021 vertritt er den sechsten Distrikt des Bundesstaats Texas im US-Repräsentantenhaus.

## Werdegang
Ellzey erlangte 1992 einen Abschluss bei der United States Naval Academy und diente 20 Jahre als Pilot der US Navy, zuletzt im Rang eines Commanders. Nach seiner Militärlaufbahn arbeitete er als ziviler Airline-Pilot.
Von 2020 bis zum Beginn seiner Berufung in das US-Repräsentantenhaus, war er Abgeordneter im Texas House of Representatives. Kurz nach dem Tod des verstorbenen Ron Wright bewarb er sich um dessen vakanten Sitz im Repräsentantenhaus und konnte sich bei der Nachwahl am 27. Juli gegen die Witwe von Wright, Susan, durchsetzen und wurde am 30. Juli vereidigt. Dies wurde als politische Niederlage für Donald Trump gewertet, da er Susan Wright unterstützte.
Ellzey konnte die parteiinternen Vorwahlen (Primary) der Republikaner im März 2022 gewinnen und trat damit im November 2022 zur Wiederwahl an. Dabei wurde er wiedergewählt, ebenso wie bei der Wahl 2024. Seine aktuelle Legislaturperiode im Repräsentantenhaus des 119. Kongresses läuft noch bis zum 3. Januar 2027.
Er ist Mitglied in den Ausschüssen:
- Committee on Science, Space, and Technology
  - Research and Technology
- Committee on Veterans' Affairs
  - Disability Assistance and Memorial Affairs
  - Health

Jake Ellzey ist verheiratet und lebt mit seiner Frau Shelby und seinen beiden Kindern in Midlothian (Texas).